# 威廉·甘布尔
威廉·甘伯尔（William Gamble，1818年1月1日—1866年12月20日），美国南北战争时期北方军陆军将领，曾参与塞米诺尔战争、美国南北战争。
1866年，甘伯尔因霍乱在尼加拉瓜去世。